# QAD
A QAD egy szoftvergyártó cég, amely vállalatirányítási rendszerek fejlesztésével és értékesítésével foglalkozik. A vállalat legfontosabb terméke a cég nevével megegyező nevű ERP rendszer.

## Cégbemutató
A QAD a világ vezető mind a felhőben futó és a felhasználóhoz telepített teljesértékű ERP rendszerek piacán.

## Történet
A QAD-t 1979-ben Pamela Lopker alapította, aki a mai napig a QAD elnöke és igazgatója. A QAD kezdetben egyedi szoftvereket készített dél-kaliforniai termelő vállalatok megrendelésére. A cég zászlóshajóját, az MFG/PRO alkalmazást 1984-ben dobta piacra. Az MFG/PRO a Progress Software által gyártott OpenEdge platformra készült. Az MFG/PRO az egyik első olyan szoftver volt, amely olyan gyártók számára készült, amelyek követik az APICS irányelveket. Az MFG/PRO volt az első olyan rendszer, amely támogatta a zártláncú gyártás-erőforrás tervezést (MRP II). A QAD szoftverek támogatják a "Lean Manufacturing" irányelveket, és együttműködnek más rendszerekkel nyílt szabványok segítségével. 2003-ban a "Supply Visualization" termékük volt az első, amely több-bérlős konfigurációban volt elérhető az ügyfeleik számára, ami a QAD-t az egyik SaaS szolgáltatóvá tette.
1984 – A QAD piacra dobja az MFG/PRO rendszert (Ma QAD Enterprise Applications néven ismert)
1989 – A QAD elkészíti az első, UNIX platformon futó alkalmazását
1996 – Pamela Lopker megkapja az Ernst & Young, "Az év vállalkozója" díját
1997 – A QAD a nyílt tőzsdére lép
1997 – Pamela Lopker bekerült a "Nők a technológiáért" nemzetközi dicsőségek csarnokába
2006 – A QAD bevezeti a modern .Net UI-t
2007 – A QAD megszerzi a "Precision Software", "Bisgen Ltd" és "FBO Systems" vállalatokat. Utóbbival az "EAM" rendszert is megszerzi
2007 – Az MFG/PRO termékét átnevezi "QAD Enterprise Applications"-ra
2008 – Piacra dobja a jelentős fejlesztéseket tartalmazó "Enterprise Edition for QAD Enterprise Applications" terméket
2008 – A QAD megszerzi a "FullTilt Solutions" csomagot
2012 – A QAD megszerzi a "CEBOS"-t
2012 – A QAD megszerzi a DynaSys-t, az igény és ellátási lánc tervező megoldásaival az európai piac egyik meghatározó szereplőjét

## QAD Enterprise Applications
A QAD Enterprise Applications rendszert arra tervezték, hogy racionalizálja a gyártási folyamatokat, az ellátási lánc, a pénzügyek, a partnerek, a technológia kezelését. A QAD ERP megoldása lehetővé teszi a gyártók számára, hogy könnyen elérjék azokat az idő-érzékeny adatokat, amik a jövő tervezéséhez, és a napi gyártási célok eléréséhez szükségesek. A QAD rendszer megoldást tartalmaz a következő területekre:
- Vállalati pénzügyek: Megfelel az összetett szabályozási elvárásoknak, lehetőséget ad a feladatok szigorú elkülönítésére, és további felügyeleti eszközöket a nagyobb és összetettebb vállalatok számára. Kifinomult költségvetés tervezési és modellezési, és olyan, fejlett, több-rétegű riportolási lehetőségeket tartalmaz, amelyek egyszerűsítik az egyébként összetett Multi-GAAP jelentési kötelezettségek teljesítését, és kiszélesítik az auditálási lehetőségeket.
- Vevő-kezelés: Fokozott érzékenységet biztosít az együttműködést, és a vevők és igényeik menedzsmentjét biztosító eszközökkel
- Gyártás:A legújabb termelés-ütemező technológiákkal – ideértve "lean" gyártási elvek támogatását – lehetővé teszi a cégek számára, hogy a költségeik csökkentése mellett növeljék az teljesítményüket.
- Fedezet és ellátási lánc tervezés:
- Ellátási lánc kezelés:
- Szolgáltatás és támogatás:
- Vállalati vagyonkezelés:
- Analitika:
- Együttműködés:
- Folyamatok és teljesítmény:
- Nemzetközi:

## Fordítás
Ez a szócikk részben vagy egészben  a   QAD Inc című angol Wikipédia-szócikk ezen változatának fordításán alapul.  Az eredeti cikk szerkesztőit annak laptörténete sorolja fel. Ez a jelzés csupán a megfogalmazás eredetét és a szerzői jogokat jelzi, nem szolgál a cikkben szereplő információk forrásmegjelöléseként.